# Janusz Kidawa
Janusz Roman Kidawa (ur. 9 marca 1931 w Strumieniu, zm. 4 września 2010 w Katowicach) – polski reżyser filmowy.

## Życiorys
Był synem urzędnika pocztowego Romana (ur. 1903) i Janiny z domu Godlewskiej (ur. 1906). W 1935 jego ojciec objął stanowisko naczelnika pocztowego w Katowicach i rodzina zamieszkała nad pocztą, na pierwszym piętrze kamienicy przy ul. Gliwickiej 127 na Załężu. Uczęszczał do Szkoły Powszechnej nr 21 im. Józefa Lompy przy ul. Gliwickiej 107, jako zuch brał udział w ćwiczeniach bojowych wiosną 1939. Na seanse filmowe w kinie „Apollo” przy ul. Staromiejskiej 17 zarabiał dostarczaniem pustych butelek handlarzowi alkoholem, był też przed II wojną światową uczestnikiem seansów oświatowych w Towarzystwie Czytelni Ludowych.
W latach 1950–1956 był członkiem ZMP. Od 1951 roku należał do PZPR. W 1956 roku ukończył pięcioletnie studia na Wydziale Reżyserii Państwowej Wyższej Szkoły Filmowej w Łodzi (dyplom w roku 1963), gdzie był studentem Andrzeja Munka. Bezpośrednio po studiach zatrudnił się w nowo powstającym ośrodku telewizyjnym w Katowicach (Telewizja Katowice), gdzie w latach 1957–1959 realizował programy artystyczne i publicystyczne. W 1961 roku przeszedł do pracy w Wytwórni Filmów Dokumentalnych i Fabularnych w Warszawie, realizując krótkometrażowy film dokumentalny Śladami Józefa Wieczorka. W wytwórni tej w latach 1961–1977 zrealizował kilkadziesiąt filmów; wśród nich znalazły się: Pierwsza zmiana, Wizja lokalna, Sam wśród ptaków, Człowiek z cyfrą. W 1967 był krótko redaktorem naczelnym Polskiej Kroniki Filmowej. W 1968, w czasie trwania kampanii antysemickiej w Polsce, nakręcił na podstawie scenariusza napisanego wspólnie z Ryszardem Gontarzem film Sprawiedliwi, który przyczynił się do wypromowania przez frakcję moczarowców w Polskiej Zjednoczonej Partii Robotniczej mitu o masowej skali polskiej pomocy Żydom podczas II wojny światowej.
W 1978 roku Kidawa zadebiutował w filmie fabularnym Pejzażem horyzontalnym – satyryczną paradokumentalną opowieścią o budowie Huty Katowice. Film po kłopotach z cenzurą znalazł się w kinach pozbawiony kilku najciekawszych scen. Pozostawiono w nim ballady z tekstami Wiesława Dymnego. W 1980 zrealizował film o śląskich artystach ulicznych oraz ogólnie o historii Śląska między pierwszą a drugą wojną światową, pt. Grzeszny żywot Franciszka Buły, który cieszył się rekordowym powodzeniem w kinach śląskich, stając się autentycznym filmem kultowym.
Jego film Ultimatum (1984) został odebrany jako wymierzony przeciwko „Solidarności”. Wycofał się następnie w tematykę młodzieżową, kręcąc w ostatnich latach twórczości z inspiracji syna dwa filmy przygodowe oparte na powieściach z cyklu o Panu Samochodziku, które nie odniosły sukcesu. Od 1991 roku nie kręcił już filmów. Mieszkał w Katowicach. W latach 1999–2003 opublikował na prawach rękopisu czteroczęściową autobiografię pt. Janusza Kidawy dokumentacja, dostępną w Bibliotece Śląskiej w Katowicach oraz w bibliotece Szkoły Filmowej w Łodzi.
Został pochowany na cmentarzu przy ul. Francuskiej w Katowicach.

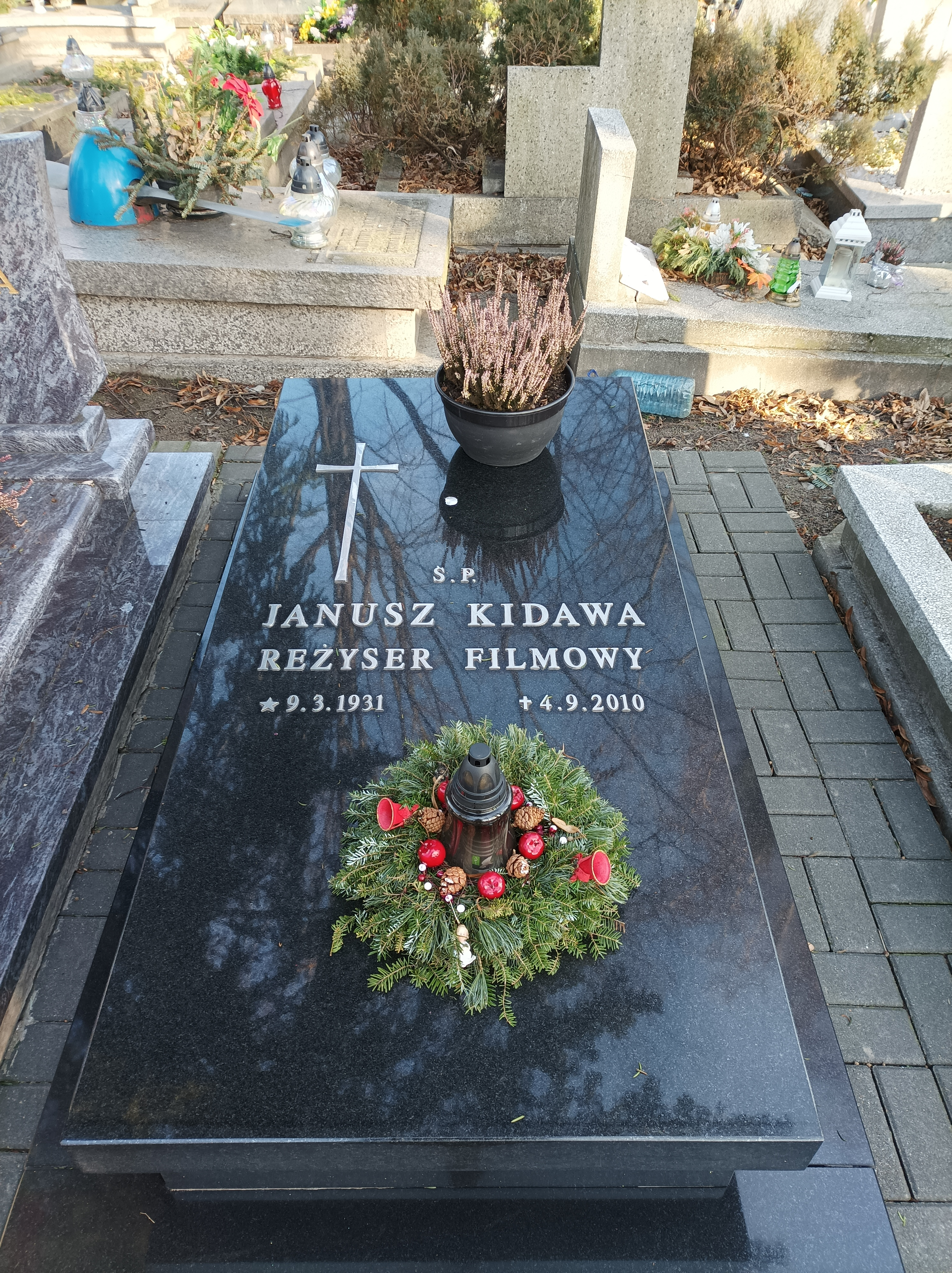
Grób Janusza Kidawy na cmentarzu przy ul. Francuskiej w Katowicach

## Filmografia
Wybrana filmografia jako reżyser:
- Guziki (1954, czarno-biały, czas: 9'), etiuda fabularna
- Hejnał i bzy (1955, czarno-biały, czas: 15'), etiuda fabularna
- "Szczęść Boże" Dziadku Gumiela (1955, czarno-biały, czas: 12'), etiuda fabularna
- Z dobrego serca (premiera: 26.04.1958), spektakl telewizyjny
- Pierwsza zmiana (1962, czarno-biały, czas: 11'), film dokumentalny: w napisach określenie funkcji: realizacja
- Inny "Śląsk" (1963, czarno-biały, czas: 13'), film dokumentalny: w napisach określenie funkcji: realizacja
- Chwila wspomnień (1964, czarno-biały, czas: 30'), cykl dokumentalny: film pt. 1949 (5)
- W milczeniu (1965, barwny, dł.: 241 m), film dokumentalny: w napisach określenie funkcji: realizacja
- Sprawiedliwi (1968), film dokumentalny (realizacja, scenariusz wspólnie z Ryszardem Gontarzem[17])
- Polska gola! (1975), film dokumentalny (realizacja, scenariusz)
- Sprawa inżyniera Pojdy (1977), film telewizyjny
- Pejzaż horyzontalny (1978), film fabularny
- Grzeszny żywot Franciszka Buły (1980), film fabularny
- Białe tango (1981), serial telewizyjny
- „Anna” i wampir (1981), film fabularny
- Jest mi lekko (1982), film telewizyjny
- Bardzo spokojna wieś (1983), film telewizyjny
- Magiczne ognie (1983), film fabularny
- Żeniac (1983), film telewizyjny
- Sprawa się rypła (1984) wg sztuki R. Latko
- Ultimatum (1984), film fabularny
- Budniokowie i inni (1986), serial telewizyjny
- Komedianci z wczorajszej ulicy (1986), film fabularny
- Pan Samochodzik i niesamowity dwór (1986) wg powieści Z. Nienackiego
- Sławna jak Sarajewo (1987) wg powieści L. Bielasa
- Latające machiny kontra Pan Samochodzik (1991) wg powieści Z. Nienackiego

## Nagrody
W 1974 r. został odznaczony Złotym Krzyżem Zasługi. Został również nagrodzony za następujące filmy:
- Pierwsza zmiana – Grand Prix na Festiwalu Filmów Krótkometrażowych - Kraków 1963
- Wizja lokalna – Srebrny Medal – Moskwa 1966
- Sam wśród ptaków – nagroda za film turystyczny – Bruksela 1971
- Człowiek z cyfrą – nagroda ekumeniczna – Mannheim 1977
- Grzeszny żywot Franciszka Buły – Srebrne Lwy w Gdańsku (1980), Bałtycka Perła (1980), Grand Prix w San Remo (1981).

## Życie prywatne
Ze związku z Jadwigą Kidawą miał syna.